# Taşköy
Petra, Taşköy o Arbo, en arameo, es un pueblo en el valle Solea. Se encuentra a seis kilómetros al este de la ciudad de Lefka / Lefke y a tres kilómetros al sur de Elia. 
Petra significa "roca" en griego. En 1958, los turcochipriotas aprobaron el nombre alternativo Dereli, que significa "lugar con un arroyo". Sin embargo, en 1975 los turcochipriotas cambiado el nombre de la aldea de nuevo, esta vez para Taşköy, que significa "pueblo de roca."

## Conflicto intercomunal
El pueblo siempre estuvo habitada por ambas comunidades. En 1831 (población masculina 139), los cristianos (grecochipriotas) representaban casi el 62%. Este porcentaje aumentaron significativamente a 88% a finales del siglo XIX (población total 1891: 467). Durante el período británico, mientras que la población grecochipriota siguió aumentando, la turcochipriota se estancó. El censo de 1960 puso la proporción grecochipriota en el 93% (totales 1034).
Todos los habitantes turcochipriotas de Petra / Taşköy fueron desplazados entre enero y febrero de 1964. Estos se movieron principalmente a Lefka / Lefke y a los pueblos cercanos de Angolemi / Taspinar y Elia / Doganci. 
En la actualidad, los habitantes del pueblo turcochipriota de Petra / Taşköy se encuentran diseminados por el norte de Chipre.
Todos los grecochipriotas de este pueblo fueron desplazadas en agosto de 1974, cuando huían del ejército turco en avance. En la actualidad, los grecochipriotas de Petra / Taşköy se encuentran dispersos por todo el sur. El número de los grecochipriotas Petra que fueron desplazados en 1974 fue de alrededor de 1000 (966 en 1960).

## Población actual
El pueblo está en ruinas. Desde 1974, algunas partes de la aldea se ha utilizado como un campo militar.